# Флаг Харькова
Флаг Харькова (укр. Прапор Харкова) — флаг города Харьков Харьковской области Украины.

## История
Утверждён 14 сентября 1995 года 9-й сессией Харьковского городского Совета народных депутатов XXII созыва.
29 ноября 2000 года флаг утверждён в Уставе территориальной общины (громады) города Харькова, принятом 18-й сессией горсовета ХХІІI созыва: «Флаг территориальной общины представляет собою прямоугольное полотнище (соотношения длины и ширины 2:3) светло-зелёного цвета с изображением в его центральной части герба территориальной общины.»
Флаг является символом городского самоуправления, а также отображает историю и традиции города. 
Основным элементом флага является харьковский герб.

## Описание
Флаг города представляет собой прямоугольное полотнище с отношением сторон 2:3, светло-зеленого цвета с изображением в центральной части герба города. Высота гербового щита составляет 1/2 от высоты флага.
Флаг города двухсторонний.  Эталонный образец флага находится в кабинете городского главы, который располагается в здании горисполкома. Эскиз флага с описанием хранится в Харьковском городском архиве.